# 이경록 (1543년)
이경록(李慶祿, 1543년 ~ 1599년 1월 5일)은 조선 중기의 왕족 출신 무신이자 군인이다.본관은 전주(全州), 자는 중경 또는 자홍(子弘), 백수(伯綏). 효령대군(孝寧大君)의 7대손이다.
충의위(忠義衛)로 있다가 1576년(선조 9년) 무과에 급제, 선전관(宣傳官)이 되고, 변방에서 야인들을 격퇴하였으며 단성현감(丹城縣監), 호조좌랑, 하동현감, 1584년(선조 17년) 3월 고성현령(固城縣令)을 역임했다. 고성현령 재직 중 지방관 근무성적에서 우수성적을 거둬 특별히 정3품으로 승진하였다. 1587년 4월 경흥부사(慶興府使)가 되고, 오랑캐가 녹둔도(鹿屯島)를 침공하자 조산만호(造山萬戶) 이순신과 함께 이를 격퇴했으나 이 전투에서 도망친 이일자신의 죄를 숨기기 위해 저지른 탄핵으로 파면, 백의종군하였다. 1588년 다시 오랑캐가 침입하자 선봉으로 물리쳐 그 공으로 복권되고, 1591년 나주목사로 추천됐다가 대간의 반대로 김해부사(金海府使)로 부임하였다.
1591년 부장(部將), 오위도총부 경력을 거쳐 1591년(선조 24년) 3월 20일 나주목사에 임명되었다. 1592년(선조 25년) 나주목사로 재직 중 임진왜란이 터지자 중위장으로 임진왜란에 참전, 전라도관찰사 이광을 도왔으나 용인 전투에서 성과를 올리지 못했으나, 곧 의병장 김천일(金千鎰)을 도와 전공을 세워 통정대부로 승진했다. 1593년 제주목사(濟州牧使) 겸 제주진병마첨절제사가 되었다. 임진왜란 동안 7년여를 제주목사로 있으면서 왜적의 침입에 방비를 하여 선조가 비망기를 내 품계를 가자시켰다. 절도에서 7년간 성실히 근무한 공로로 가선대부로 승진했고, 제주도 임지에서 부친상을 당하였다. 한편 정병 3백명을 선발하여 임금을 지키겠다는 장계에 임금이 감동했고, 제주도 토산물을 해로를 통해 안전하게 의주행재소까지 진상하였다. 제주목사 재임 중 부친상을 당했지만 기복행공(起復行公)의 명을 받고 현직에 근무했으며, 매일 관아의 일이 끝나면 상복으로 갈아입고 상례를 치렀다. 그러나 상례를 치르다 몸을 상하고, 성산 외성을 쌓다가 과로와 풍토병 등으로 병세가 악화돼 1599년(선조 32) 1월 5일에 제주도 임지에서 과로와 풍토병 합병증으로 사망했다.
그는 명종 때 문정왕후와 정난정의 총애를 받는 승려 보우를 만나 두들겨패고도 두려워하지 않았다 한다. 제주목사로 재직 중에는 명월진성(明月鎭城)을 다시 쌓았다. 사후 아들 이서의 인조 반정 참여 공로로 순충적덕병의보조공신에 추증되고 증 의정부영의정(議政府領議政)으로 추증되고 완풍부원군(完豊府院君)에 추봉되었다.

## 생애

### 생애 초반
1543년에 한성부에서 태어났다. 일설에는 1544년생이라는 설도 있다. 생일은 미상이다. 이경록은 본래 왕족 출신으로, 조선 태종의 차남 효령대군 보(孝寧大君 補)의 6대손으로 증조부는 파성군 철동(哲仝)이고, 할아버지는 풍덕군수를 지낸 광윤(光胤)이며 아버지는 오위장과 온양군수를 지낸 이간(李幹)이다. 어머니 경주김씨(金氏)는 목사 김홍(金泓)의 딸이다. 동생은 이경기(李慶祺), 이경유이다. 일찍부터 암기력과 무예에 능하였고, 어려서부터 활쏘기를 즐겨 하였다.
효령대군은 의성군 이심(誼城君 李宷)을 낳았는데 그의 5대조이다. 고조부는 운림도정 이핍(雲林都正 李愊)이고 파성정 이철동(把城正 李哲仝)을 낳았는데, 왕족으로서의 예는 증조부 이철동에게서 끝났다. 증조부 파성정은 서자였는데 파성부정에 제수되었다가 파성정에 이르렀고, 노인직으로 정의대부 파성군(定義大夫把城君)에 올랐다. 파성군이 서자인 것은 윤근수가 그의 아버지 이간의 묘비문을 지을 때 종실에서는 적서(嫡庶)를 따지지 않지만 파성군 위로는 모두 적파(嫡派)라고 언급하면서 알려지게 되었다.
할아버지 이광윤(李光胤)은 풍덕군수(豊德郡守)를 지냈고, 아버지 이간은 음서로 관직에 올라 온양군수와 오위장(五衛將)을 지냈으며 사후 의정부좌찬성에 추증되었다. 동생은 이경복, 이복 동생은 이경유, 이경기인데 이경기는 19세의 이른 나이에 요절했고, 이경유는 역시 무과에 급제하여 무관으로 활약하였다.
그는 어려서부터 걸출하고 씩씩하였는데, 활쏘기를 즐겨 하였다고 한다. 어느정도 성장한 뒤에는 활쏘기와 말타기에 두루 소질을 보였고 무술을 연마하였다. 그는 오위에 입대하여 충의위(忠義衛)에서 복무하였다.

### 관료 생활

#### 과거 급제와 관료 생활
그는 젊었을 때 호쾌하고 용맹스러웠으며 협기(俠氣)를 곧잘 발휘하곤 하였다. 승려 보우(普雨)의 위세가 한창 치솟자 아무도 감히 쳐다보지 못하자 그는 보우가 있던 양주군의 한 사찰에 들렀다가 무례한 것을 분하게 여겨, 곧장 사찰 안으로 들어가 보우를 두들겨 팼다. 그런데도 그의 무리 수백 인이 둘러서서 숨을 죽이고 보기만 할 뿐 감히 행동을 취하지 못하였다. 문정왕후와 정난정의 총애로 아무도 건드릴수 없었던 보우를 두들겨패고도 무사하였다는 소문이 돌자 사람들이 그를 대단하게 보았다.
무거(武擧)에 응시하여 잇달아 2장(二場)에서 수석을 차지한 뒤 1576년(선조 9년)에 식년시 무과(式年試 武科)에 병과(丙科) 3위로 급제했다. 이후 무과에 나가 연속 두 번 장원하였으며, 이후 선전관(宣傳官)이 되고, 청주판관(淸州判官) 등을 거쳐, 단성현감(丹城縣監)으로 승진했는데 현감으로 부임도 하기 전에 다시 호조좌랑(戶曹佐郞)에 제수되었다. 이후 호조좌랑을 거쳐 하동현감(河東縣監)으로 부임하였다.
1584년(선조 17년) 3월 경상도 고성현령(固城縣令)으로 부임했다. 고성현령으로 재직 중 임지에서 정사를 잘 살펴 선정하였다 하여, 경상도 지방관 근무 성적에서 우수성적을 거둬 특별히 정3품 당상관(堂上官)으로 승진, 1587년(선조 20년) 4월 경흥부사(慶興府使)가 되었다.

#### 1차 여진족 정벌
1587년(선조 20) 9월 1일 조산만호(造山萬戶) 이순신(李舜臣)과 추수를 감독하러 나갔다가 여진족의 경흥부 녹둔도(鹿屯島)에 여진족 중의 하나인 시전부족(時錢部族)의 기습 내침으로 항전, 격퇴하는 과정에서 조선 군사 11명이 살해되고 군민 160여 명이 나포당했으며 말 15필을 약탈당했다.
이경록은 군리(軍吏)를 거느리고 이순신과 추수를 감독하였다. 그러나 추도(楸島)의 여진족 마니응개(亇尼應介)가 사전에 추수 정보를 입수, 경원군(慶源郡) 지역에 있는 호인의 촌락에 화살을 운반, 숨겨놓고 몰래 엿보다가 농민이 들판에 나가고 책루(柵壘)가 빈 것을 보고 갑자기 들어와 에워싸고 군사를 놓아 크게 노략질하였다. 수호장(守護將) 오형(吳亨), 임경번(林景藩) 등이 포위를 뚫고 책루로 들어가다가 모두 화살을 맞아 죽었다. 마니응개는 참루(塹壘)를 뛰어넘어 들어오다가 수장(戍將) 이몽서(李夢瑞)에게 사살되었다. 그러나 시전부족이 조선인 11명을 살해하고 160인이 포로가 되어 끌려갔다.
군관 김몽호(金夢虎)의 보고에 의하면 여진족의 뜻하지 않은 기습에 의한 무자비한 만행으로 11명이 처참하게 희생되었다고 보고하였다. 1588년(선조 21) 7월 14일 경흥부사로서 이경록은 조산만호인 이순신과 함께 제1차 정벌을 감행하였다. 방어 책임을 맡고 있던 이순신과 함께 여진족 토벌에 나섰으나 피납된 160여 명의 구출과 소수의 적을 살해했을 뿐 경흥의 관군 다수가 전사했다. 이때 여진족 시전부족을 격퇴하였지만 야인의 선제공격으로 피해를 입어, 1차 전투의 결과를 북병사 이일(李鎰)은 녹둔도 함몰이라고 비판하였다. 처음부터 군사 10명이 피살되고 106명이 포로가 되었으며 말 15필을 빼앗기는 등의 피해가 많았다 하여 이 녹둔도 사건으로 인해서 함경도 북병사 이일(李鎰)의 비판으로 문책받고 그해 10월 해임, 결국 투옥되었다. 북병사 이일은 이경록과 이순신을 투옥한 뒤, 1587년 10월 10일 "적호(賊胡)가 녹둔도의 목책(木柵)을 포위했을 때 군기를 그르쳤다"고 장계를 올려 이를 보고하였다.
이일은 장계를 올려 사건의 결과에 대한 책임을 물어 이경록과 이순신을 군율로 극형에 처하여야 한다고 조정에 건의하였다. 그러나 이때 이경록 등을 변호한 이는 이억기 등 소수였다. 10월 16일 선조는 한번의 실수로 사형은 과하다며, 북병사에게 장형(杖刑)을 집행하게 한 다음 백의종군(白衣從軍)하게 하라고 지시했고, 조정에서는 백의종군하게 하여 입공자속(立功自贖)할 기회를 주라고 권고하였다. 이때 경흥부 관군 전멸의 책임을 지고 당시 병조판서 정언신(鄭彦信)도 사의를 표했지만, 세종 이래로 빈번했던 여진족의 습격이 거의 상시적인 일이라며 선조가 사직을 만류시켰다. 이경록은 백의종군 신분으로 제2차 여진족 토벌에 출전한다.

#### 2차 여진족 정벌
1588년(선조 22년) 다시 여진족이 변방을 공격, 약탈하고 되돌아갔다. 4개월 뒤 대대적인 2차 정벌에 출정, 이때 여진부락 200여 호를 불태우고 적 380여 명을 죽였으며 말 9필과 소 20여 두를 노획하였다. 시전 부락(時錢部落)에서 전투가 벌어졌을 때 이경록은 선봉으로 출정했다가 여진족의 유인책에 걸려 홀로 오랑캐 하나를 뒤쫓았는데, 그 여진족이 달아나면서 활을 쏘아 그는 몸에 서너 군데 화살을 맞고 말도 화살에 맞았으나 끝까지 추격해 잡았다.
이때 숨어있던 여진족이 화살을 쏘아 때마침 그가 타고 있던 말이 땅에 넘어지자 여진족들이 마침내 군사를 돌려세워 이경록을 포위하였다. 이때 시전부족 오랑캐 하나가 칼을 빼들고 곧장 덤벼드는 것을 화살 한 대로 쓰러트렸다. 이때 또다른 오랑캐 하나가 또 앞에 나서자 기적적으로 화살로 다시 죽이고는 마침내 그 말을 빼앗아 타고 여진족의 추격을 피해 극적으로 군진(軍陣)으로 귀환하였다. 이에 군진 병력이 달려들어 여진족을 총공격, 격퇴하였다. 바로 진료를 받아 극적으로 죽음을 모면했고, 그 용맹이 알려지면서 한나라의 한비장군(漢飛將軍) 이광(李廣)에 비교하기까지 하였다. 그러나 이때 그의 오른손 엄지손가락은 이때의 동상(凍傷)으로 잘라야 했다.
1589년 초 야인의 침입에 선봉에서 용전, 또한 포로가 될 위기에서 극적으로 탈출하는 등의 공으로 재서용하자는 논의가 일어나 백의종군을 풀려났다. 선조는 그의 재주를 아깝게 여겨 당상관으로 승진시키려 했으나 주변의 반대로 실패했다. 곧 나주목사(羅州牧使)로 재기용하는 교지가 내려졌다. 그러나 나주는 대읍이라 문관으로 기용해야 한다는 대간의 주장이 있어 8월 16일 김해부사가 되었다. 8월 17일 다시 선조는 그를 제주목사로 임명하라 했으나, 반대 여론이 있어 원래대로 김해부사로 부임하게 되었다.

#### 지방관 생활
1589년(선조 22) 겨울 김해부사(金海府使)로 도임하였다. 이후 이곳에서 능력있다는 평가를 받았으며 1591년 김해부사의 임기를 끝내고 부장(部將), 오위도총부 경력(經歷) 등으로 잠시 있다가 1591년(선조 24년) 2월 18일 나주목사에 임명되어 부임하였다. 이때에도 다시 나주 목사에 임명되자 사간원과 사헌부에서 예전의 주장을 고집하고 나왔는데, 이에 선조는 양사의 의견을 무시하고 '이 고을을 맡겨서 이경록의 사람됨됨이를 한번 시험해 보고 싶다.'하고는 관철시켰다.
나주목사 부임 초기 선정을 베푼 공을 인정받아 선조로부터 표리(表裏, 속과 겉의 옷감) 1습을 하사받았다. 그러나 사간원, 사헌부의 거듭된 반대로 체차될 위기에 처하기도 했다. 이 해 4월에 임진왜란이 일어나서 창의사(倡義使) 김천일(金千鎰)이 의병을 거병하자 그를 도와 전투에 참여하였다.

### 임진왜란과 생애 후반

#### 임진왜란 기간 중
1592년(선조 25) 4월 일본군의 기습 공격으로 임진왜란이 발발하여 전투에 참여했다. 전라도 도순찰사 이광(李洸), 방어사 곽영(郭嶸) 등이 군사 4만을 징발, 이광은 스스로 2만의 군대를 거느리고 출정할 때 나주목사로 중위장(中衛將)이 되어 조방장(助防將) 이지시(李之詩) 등과 함께 도순찰사 이광의 군대를 지원하였다. 용인전투에서 전라 관찰사 이광(李洸)이 이끄는 관군의 중위장으로, 광주목사 권율 등과 함께 지원했지만 용인 전투에서 이렇다할 성과를 못이루고 내려왔다. 그해 5월 6일 창의사(倡義使) 김천일(金千鎰)이 의병을 일으켜 싸웠는데, 6월 그는 김천일을 도와 일본군과 교전하였으며, 김천일에게 갑옷과 병장기류 등을 마련하여 도와주었다. 당시 그의 활동을 기록한 매월당실기(梅月堂實記)라는 책이 뒤에 발간되었지만, 현재는 실전되어 전하지 않는다.
1592년(선조 25) 7월에 수제주목사 겸 제주진병마수군절제사(守濟州牧使 兼 濟州鎭兵馬水軍節制使)에 임명되어 부임하였다. 또한 창의사 김천일(金千鎰)을 도와 일본군과 교전하여 승전하게 한 공로로 그해 8월 통정대부(通政大夫)로 승진하였다.
1593년(선조 26) 제주목사 재임 중 초병 300명을 뽑아 바다를 건너 선조를 호위하겠다는 장계(狀啓)를 배편으로 의주 행재소에 올리고, 이어 지방 해산물을 해로를 통하여 선조의 의주행재소까지 성공적으로 진상하여 보냈다. 한편 초병 300명을 별도로 뽑아 바다를 건너 선조를 호위하겠다는 장계(狀啓)가 선조의 마음을 감동시켜 충신으로 칭송되었다. 또한 왜구의 불시 기습약탈에 대비해 장정을 동원해 성곽에 외호(外濠)를 파고, 성 위에는 토담집과 판잣집을 만들어 외환에 대비하였다. 또한 땅을 파서 토굴을 만들어 무너지지 않게 하여 백성들의 피난처를 마련하였으며, 동굴을 깨고 은신처를 만들기도 했다.
제주도 동성(東城)의 산저천(山底川) 위에는 제승정(制勝亭)을 건립하여 군민의 사기를 진작시켰으며, 백성들을 징발하여 인근의 석재로 관아 남서쪽 40리에 있는 한림면 동진리 명월진성(明月鎭城)을 개축하였고, 자신도 직접 성곽 수축에 참여하였다. 해안 포구에 보(堡)를 쌓아 전선(戰船)과 각종 선박 시설을 숨겨 둘 곳을 완비하게 했다. 1598년(선조 31년) 2월 20일에는 해외(海外)에서 7년간이 넘게 체한(滯限)없이 지킨 공로를 포상하여 가선대부로 가자되었다.
제주 목사(濟州牧使) 이경록(李慶祿)은 멀리 해외(海外)에서 수자리 산 지가 어언 7년이 되었는데 왜적의 변란으로 인하여 체환할 수 없었다. 그가 나라를 위하여 극히 어려운 고통을 겪었으니, 가자하라.

(濟州牧使李慶祿, 遠戍海外今七年, 因賊變不得遞還。 其爲國艱苦極矣。 加資。)

이때부터는 가선대부 행제주목사 제주진병마수군절제사가 된다.

#### 분상과 최후
그는 아버지 이간이 고령인데 오래도록 귀성(歸省)하지 못하는 것이 마음에 걸려 여러번 소장을 올리면서 해직을 청하였으나 거절당했다. 그는 다시 제주목사 겸 제주진병마사로 근무하였다.
1598년(선조 31) 봄 아버지 이간의 상을 당하여 부음 소식을 전해듣고 귀향하려 했으나, 정유왜란이 일어나자 귀향하지 못하고 기복행공(起復行公)의 명을 받아, 국토 방위에 전력을 쏟아 수산방호소(水山防護所)를 천연의 요새인 성산으로 옮겼다. 그러나 그가 옮긴 수산방호소는 1599년 그의 후임 제주목사 성윤문(成允文)이 수산방호소는 구석에 치우쳐 있고 성산에는 물이 없어 외침시 방어하는데 곤란하다 하여 수산으로 방호소를 도로옮겼다고 한다.
제주목사 재직 중 제주판관 이계선(李繼先)과 사이가 안좋아 근무기간 중 갈등을 벌이기도 했다. 한편 조익(趙翊)은 자신의 문집 가휴집(可畦集)에 탐포(貪暴)한 인물이라는 기록을 남기기도 했다. 공산일기(公山日記) 을사(1605년) 5월조에서 1605년까지의 제주도 지방관을 언급하는 부분에 김응남은 청백하고, 조인후가 제일 으뜸이다. 이경록은 탐포하고, 성윤문은 더욱 심했다.(淸白金應南，趙仁厚爲首。貪暴李慶祿，成允文尤甚)고 평했는데, 조익은 어떤 이유로 그런 평을 남겼는지는 언급하지 않고 있다.
1598년(선조 31) 봄에 춘위장(春衛將)으로 사직하고 이간의 분상(奔喪)하러 바다를 건너는 도중, 다시 임지로 부임하라는 명을 받고 임지로 돌아가, 낮에는 관복으로 정사를 보고 관아의 업무 시간이 끝나면 밤에는 상복(喪服)으로 갈아입고 집상(執喪)하였다. 이때 부친상 상례를 치르다가 몸을 상하게 되었다. 1598년 여름은 크게 가물었고 재임 중, 이해 겨울 제주도 성산현에 성산 외성을 쌓다가 풍토병인 장병(瘴病)에 걸려 고생하였다. 1599년(선조 32) 1월 5일 성의 완공을 못보고 임지인 제주에서 풍토병 장병(瘴病)과 과로의 합병증으로 사망하였다.

### 사후
시신은 경기도 양주군 내동면 고산리(현, 경기도 의정부시 고산동 산 52-1) 송산 선영하로 운구되었으며 아버지 이간의 묘소 바로 아래에 매장되었다. 신숙주의 묘소의 북서쪽, 의정부교도소에서 도로 건너편 북쪽 산에 있다. 그의 묘소에서 왼쪽을 보면 신숙주의 후손들 묘소가 보이고 그 옆에 신숙주묘가 있다. 그밖에 그의 묘소 아래에는 아들 이서의 묘가 있고, 주변에는 조부 이광윤, 이복동생 이경유의 묘소가 인근에 있다.
그는 제주목사 재직 중 제주판관 이계선(李繼先)과 갈등하다가 서로 사이가 나빠졌는데, 이계선은 그가 병으로 죽자마자 혼자서 기뻐하면서 풍악을 울리고 술잔치를 벌였다가 1599년(선조 31) 5월 23일 사헌부의 탄핵을 받고 파면되었다.
그의 후임 제주목사로 부임한 성윤문이 성산 외성을 완공시켰다. 뒤에 아들 이서(李曙)가 인조반정에 참여한 공로로 반정 1등공신 보국숭록대부에 올라 완풍부원군(完豊府院君)에 봉군되자, 그 추은으로 다시 증 순충적덕명의보조공신 대광보국숭록대부 의정부영의정 겸 영경연관상감사에 증직 추서되고, 완영부원군(完寧府院君)에 추봉되었다. 묘비명은 효종의 장인인 우의정 장유(張維)가 썼다.

## 저서
- 매월당실기(梅月堂實記), 1592년 4월 이후 의병장 김천일을 도와 왜군과 교전할 때의 기록이다. 현재는 전하지 않는다.

## 가족 관계
장남 이탁(李晫)에게 정실 아들이 없고 서자만 있어 이탁은 자신의 서자 이만적(李萬敵)을 승적시켜 계보를 잇게 했다. 이탁의 첩 억비는 신분은 양녀(良女)였다. 하지만 차남 이서는 정실에게서 아들을 두지 못하자 친척인 여양군의 후손 이명의 아들 이민백을 양자로 들였다.
손녀이자, 아들 이서의 딸 전주이씨는 채유후(蔡裕後)에게 시집갔지만 자녀 없이 일찍 죽었다. 채유후는 이경록의 외손녀이자 이경록의 딸의 딸, 정지담의 딸과 재혼하였다. 동생 이경복은 정실부인에게서 자녀를 남기지 못하고 첩에게서 서자 1명 이명(李曰+名)을 남겼다.
- 증조부 : 파성군 이철동(把城君 李哲仝)
- 할아버지 : 이광윤(李光胤, 1490년 ~ 1535년)
- 아버지 : 이간(李幹, 1527년(?) ∼ 1598년)
- 어머니 : 경주김씨(慶州金氏, ? ~ ?년 11월 21일), 김홍(金泓)의 딸
  - 친동생 : 이경복(李慶福)
- 계모 : 인동장씨(仁同張氏, ? ~ ?년 8월 25일), 영의정 장순손의 증손 사헌부감찰 장경량(張景良)의 딸
  - 이복 동생 : 이경유(李慶裕, 1562년/1560년 - 1620년)
  - 제수 : 연일정씨(延日鄭氏, ? ~ ?년 10월 14일) 정희석(延錫禧)의 딸, 자녀 없음
  - 제수 : 죽산박씨(竹山朴氏, ? ~ ?년 10월 6일) 병절교위(秉節校尉) 박문좌(朴文佐)의 딸
    - 조카 : 이정(李日+丁, 요절)

  - 첩제수 : 장흥고씨(長興高氏, ? - 1644년), 옥구현감 고언명(高彦命)의 서녀, 고경명의 조카, 고맹영의 서손녀
    - 서조카 : 이기축(李起築, 1589년 10월 7일 - 1645년 6월 6일)
    - 서조카 : 이상(李㫾, 1604년 - ?)

  - 이복 동생 : 이경기(李慶祺, 1564년 - 1583년 8월 29일)
  - 이복 제수 : 남양홍씨(南陽洪氏, 1564년 ~ 1646년 9월 21일) 감찰 홍윤선(洪潤先)의 딸
  - 이복 여동생 : 전주이씨(全州李氏)
  - 이복 매제 : 박승황(朴承黃)

- 부인 : 덕수 이씨(德水李氏, ? ~ 1618년[9] 5월 8일), 사헌부 감찰(司憲府監察) 이학증(李學曾)의 딸
  - 아들 : 이탁(李晫, 1567년 ~ ?), 장악원 첨정(掌樂院僉正)
  - 며느리 : 한산이씨(韓山李氏), 이경익(李慶翼)의 딸
  - 첩며느리 : 억비(億比), 양녀, 이만적의 생모
    - 손자 : 이만적(李萬敵)
    - 손녀 : 정지담(鄭之聃), 동래인

  - 아들 : 이서(李曙)
  - 며느리 : 해남윤씨(海南尹氏, ? ~ ? 12월 11일), 윤단중(尹端中)의 딸
  - 아들 : 이흔(李昕, 요절)
  - 딸 : 전주이씨(全州李氏)
  - 사위 : 황영중(黃瑩中, 직장(直長) 역임)
    - 외손자 : 황책(黃𣽤)

  - 딸 : 전주이씨(全州李氏)
  - 사위 : 정지담(鄭之聃)
  - 딸 : 전주이씨(全州李氏)
    - 외손녀사위 : 채유후(蔡裕後)

  - 딸 : 전주이씨(全州李氏, 1578년 ~ ?)
  - 사위 : 이의배(李義培, 1576년 ~ 1636년)
    - 외손자 : 이목(1599년 6월 17일 - 1624년 2월 15일)

  - 딸 : 전주이씨(全州李氏, 1583년 ~ ?)
  - 사위 : 유준(柳浚, 주부(主簿) 역임)
- 첩 : 이름 미상
  - 서자 : 이호(李日+戶), 권관
    - 서손자 : 이만령(李萬齡), 무과 현감

## 기타
장남 이탁(李晫)은 장악원 첨정(掌樂院僉正)을 지냈지만 아들이 없고, 결국 자신의 서자를 승적시켰다. 이는 그의 이복동생 이경유도 적자들이 일찍 죽어 서자 이기축을 승적시킨 것과 같다.
그의 차남 이서(李曙)는 인조 반정에 참여하여 보국숭록대부에 올랐지만 역시 아들이 없었고, 셋째 아들 이흔(李昕)은 결혼하기 전에 일찍 죽었다. 이서는 오래 살았지만 아들이 없어 결국 족형(族兄)인 이명(李溟)의 아들 이민백(李敏白)을 양자로 삼았다. 이명은 효령대군의 아들 보성군 합의 후손으로, 보성군의 아들 율원군의 6대손이며, 명종때의 권신 이량의 손자였다.
그가 거쳐간 임지 중 녹둔도와 제주도는 조선 영토 중 가장 멀리 떨어져 있는 두 장소이다. 녹둔도는 북쪽 끝이며 제주도는 남쪽 끝이다.
사적으로는 이순신과 친구 지간이며 정확히는 무과 급제 동기간이다. 이순신이 수군에 배치된 이후 이경록은 제주목사로서 이순신에게 여러 물자를 제공하며 도와줬다.

## 관련 작품
- KBS1, 《불멸의 이순신》 (2004년~2005년, 배우:맹호림)
- MBC, 《조선왕조 오백년 - 임진왜란》 (1985년~1986년, 배우:미상)

## 참고 문헌
- 선조실록
- 대동야승
- 계곡집
- 국조인물지